# Concesio
Concesio (Consés in dialetto bresciano, localmente pronunciato /konˈheːʰ/) è un comune italiano di 15 697 abitanti della provincia di Brescia, in Lombardia. Posto all'ingresso della Val Trompia, è noto per essere stato il paese natale di Giovanni Battista Montini, il futuro papa Paolo VI.

## Geografia fisica

### Territorio
Concesio è situato nella bassa Valle Trompia, ai piedi del Monte Spina, che ne delimita i confini a nord-est con il comune di Lumezzane, e del Monte Stella che lo separa, a ovest, dal comune di Gussago. Con una superficie di circa 19 km², confina a ovest, appunto, con Gussago, a settentrione con il territorio di Villa Carcina, a est, con il comune di Bovezzo, a sud con la periferia nord di Brescia, e con Collebeato.
Come tutta la zona presenta un livello di sismicità basso.

#### Il Mella
È il fiume che scorre anche nel comune di Concesio.
Nasce sui Monti Maniva, Colombine e Corna Blacca per poi confluire dopo circa 96 km nel fiume Oglio all'interno della stessa provincia.
Denominato "la Mèla" dagli abitanti dei paesi che attraversa, il corso d'acqua deriva il suo nome dal latino Mel o Mellis che significano miele, forse ad indicare le antiche qualità ed abbondanza che lo distinguevano.
Fino ad alcuni decenni fa Concesio ha sempre avuto uno stretto rapporto con il fiume Mella che, essendo un corso perenne e dalla portata praticamente costante, ha ricoperto un ruolo fondamentale nell'economia della Valle sia in campo agrario (grazie ai numerosissimi canali di irrigazione costruiti fin dal Medioevo) che industriale, oltre che per uso privato nelle case dei cittadini.
Naturalmente il fiume è stato anche portatore di numerosi problemi: in passato, infatti, non sono mancate alluvioni e distruzioni. Cause principali:
- i torrenti che scaricavano l'acqua piovana nel fondovalle in modo irregolare;
- la mancanza di argini delimitati che non impediva l'esondazione e la creazione di zone paludose, nonché la distruzione di edifici e ponti.

Questi problemi sono stati risolti solo tra la fine del XIX secolo e l'inizio del XX, con la costruzione intensificata di argini e protezioni in rete di ferro e pietre di fiume. L'ultima tragica alluvione risale al 1850. Importante da ricordare la presenza, più nota in antichità, di slarghi ed isolotti al centro del fiume, che permettevano il transito con carichi leggeri dove non fosse possibile con ponti.
Al giorno d'oggi, sfortunatamente, il problema principale (in continuo aumento) riguarda il fattore inquinamento.

### Clima
Il clima a Concesio è caldo e temperato, con piovosità significativa durante tutto l'anno.
La temperatura media annuale è di 11,6 °C, essendo luglio il mese con temperature più alte (25,6 °C) e gennaio il mese con temperature più basse (-1,7 °C).
La piovosità media annuale è di 1091 mm. In particolare le piogge sono più scarse nel mese di gennaio (54 mm) e più abbondanti nel mese di novembre (125 mm).
| [ 6 ]               | Mesi | Mesi | Mesi | Mesi | Mesi | Mesi | Mesi | Mesi | Mesi | Mesi | Mesi | Mesi | Stagioni | Stagioni | Stagioni | Stagioni | Anno  |
| [ 6 ]               | Gen  | Feb  | Mar  | Apr  | Mag  | Giu  | Lug  | Ago  | Set  | Ott  | Nov  | Dic  | Inv      | Pri      | Est      | Aut      | Anno  |
| ------------------- | ---- | ---- | ---- | ---- | ---- | ---- | ---- | ---- | ---- | ---- | ---- | ---- | -------- | -------- | -------- | -------- | ----- |
| T. max. media (°C)  | 5,7  | 7,2  | 11,6 | 15,2 | 19,4 | 23,7 | 25,6 | 25,3 | 20,7 | 15,9 | 10,5 | 6,4  | 6,4      | 15,4     | 24,9     | 15,7     | 15,6  |
| T. min. media (°C)  | −1,7 | −1,5 | 1,1  | 4,8  | 9,2  | 14,0 | 16,7 | 16,9 | 13,6 | 9,5  | 4,7  | 0,1  | −1,0     | 5,0      | 15,9     | 9,3      | 7,3   |
| Precipitazioni (mm) | 54   | 59   | 67   | 96   | 106  | 100  | 87   | 96   | 115  | 119  | 125  | 67   | 180      | 269      | 283      | 359      | 1 091 |

## Origini del nome
L'origine toponomastica del nome Concesio è probabilmente da ricercare nel termine concaesa che indica l'operazione di taglio dei boschi cedui: il territorio che divideva la città di Brescia e la Val Trompia era infatti molto ricco di legname che veniva tagliato ed utilizzato per la costruzione dei tetti delle abitazioni o per il riscaldamento durante i freddi inverni.
Il nome di Concesio (Conces(i)us) appare per la prima volta in un'epigrafe ritrovata ad Augusta, in Sicilia, anche se pare che un nome simile fu inciso su monete d'argento, risalenti al VI secolo, e riconducibili alle tribù galliche dei boi, o comunque transpadani.

## Storia

### Periodo Romano

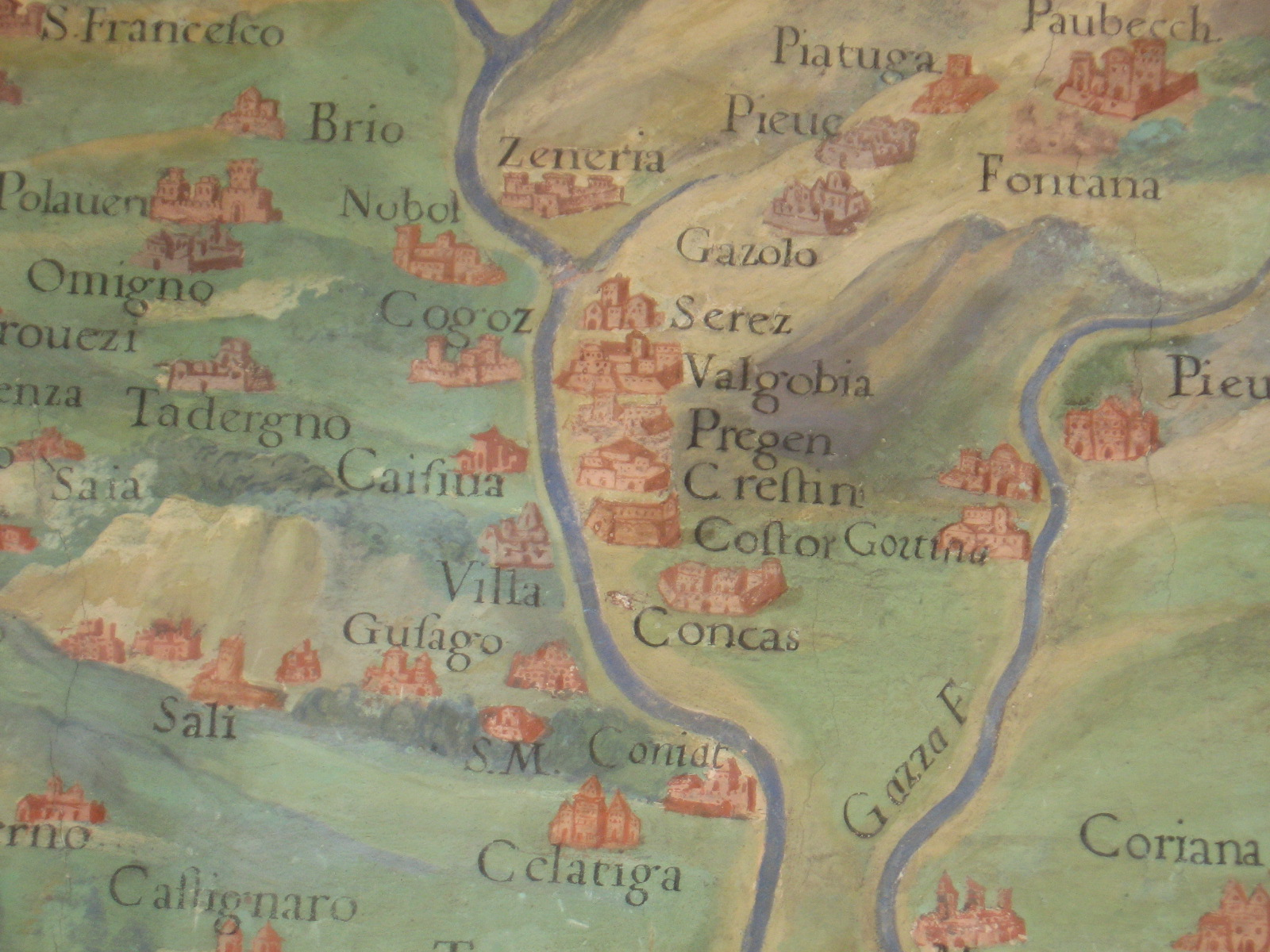
Concesio e la bassa valle in una mappa dei Musei Vaticani.

Per secoli la zona fu contesa tra valligiani e cittadini impedendo quindi la formazione di un centro di aggregazione urbano, pertanto non esistono documenti che testimonino la nascita di Concesio. È comunque probabile che il villaggio originario fosse prima triumplino, anche se per breve tempo, e poi romano. Data la sua posizione strategica tra la città e la valle, Concesio era il punto adatto dove porre il confine della colonia romana Brixia (l'attuale Brescia) ed alcuni storici ritengono che Concesio sia stato il punto di partenza delle truppe di Publio Silio Nerva, nel 16 a.C., per la guerra contro i triumplini che si trasformò successivamente nella guerra retica del 15 a.C. condotta da Druso.

### Medioevo
La storia medioevale di Concesio è comune a moltissimi altri villaggi lombardi, quindi anche a Concesio era presente un vero e proprio patriziato: questi cittadini amministravano il territorio e le sue risorse secondo il principio del bonus pater familias. Dopo secoli di sfruttamento però, la risorsa principale rappresentata dalla foresta andava piano piano esaurendosi per lasciare il posto alla campagna e con essa alle prime officine che battevano il ferro. Nacque così la "pieve" che fu fondamentale per l'aggregazione delle famiglie del paese e favoriva l'arrivo di nuovi nuclei familiari dalla città. Concesio fu il paese di origine di Rodolfo da Concesio, noto magistrato medioevale, che fu tra i promotori della resistenza a Barbarossa e della battaglia di Legnano del 29 maggio 1176 nonché firmatario della pace di Costanza. Il suo nome figurebbe anche tra quelli che parteciparono alla Crociata del 1189 (anche se a tal riguardo esiste un unico documento di dubbia provenienza).

### L'era moderna e contemporanea
Fu poi parzialmente infeudato ai Lodron e agli inizi del XV secolo, molti nobili si spinsero dalla città fino a Concesio per acquistare terre coltivabili o per costruire case dove trascorrere i caldi mesi estivi. Tali arrivi portarono beneficio a tutti coloro che già abitavano a Concesio perché vennero impiegati nelle case nobiliari come contadini, donne di servizio o manodopera in genere; inoltre grazie alla presenza di queste famiglie, Concesio assunse un posto di competenza nella storia di Brescia. Ma un evento drammatico avrebbe colpito Concesio, infatti nel 1856 il fiume Mella straripò allagando le terre circostanti e riprendendosi quello che aveva dato al paese per tanto tempo: i campi vennero sommersi dall'acqua, le officine furono distrutte e le case vicine allagate. Ma come sempre il paese riprese pian piano a vivere superando anche questa prova. Oggi questo paese è un centro economico tra i più importanti della provincia di Brescia con attività industriali in continua espansione, anche se Concesio è soprattutto noto per essere stato il paese che ha dato i natali a papa Paolo VI nella casa che già fu dei Lodron.

### Simboli

Stemma di Concesio

Concesio non ha avuto fino ai prima anni '60 del XX secolo uno stemma ufficiale che rappresentasse il Comune, bensì erano usati drappi che rappresentavano le varie zone del paese.
Questo problema dovette essere affrontato a partire dal 1963, anno della nomina a pontefice massimo di Giovanni Battista Enrico Antonio Maria Montini, Paolo VI. Gli allora amministratori cittadini furono quindi obbligati a colmare la lacuna, anche perché gli occhi del mondo si erano posati sul piccolo paese a nord di Brescia.
Lo stemma del comune scelto è quello ancora in uso, e venne concesso assieme al gonfalone con D.P.R. del 27 ottobre 1965.
È dunque diviso in quattro parti, ognuna delle quali contiene un simbolo araldico.
Nel primo quadrante (in alto a sinistra) è riconoscibile lo stemma della famiglia Montini, la stessa di papa Paolo VI, rappresentato da tre colli verdi su sfondo purpureo, sormontati da tre gigli d'argento, a segnale del forte legame tra il paese e una delle famiglie storiche della zona.
Nel terzo quadrante più in basso a sinistra invece è presente il simbolo della famiglia Belucanti, rappresentato da un abete in un prato con sfondo argento. Questa famiglia bresciana, ormai estinta, era dedita al commercio, e nel XVIII secolo si trasferì a Concesio, favorendo così il commercio locale e di conseguenza la propria economia.

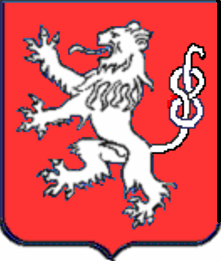
Stemma della famiglia Lodron

Passando al lato destro dell'emblema, nella parte superiore si trova un leone argenteo su sfondo rosso (anche se il blasone riporta, probabilmente per errore, «d’argento e di nero»; lo stesso è stato sempre rappresentato con il solo metallo) simbolo della famiglia Lodron, posti al comando delle tre valli di passaggio tra Trentino e Lombardia, dai vari imperatori di Germania e dai vescovi di Trento, che all'epoca era sotto il controllo tedesco. Questa famiglia dopo essersi stabilita in un casale di campagna proprio nei pressi di Concesio, divenne tra le famiglie più influenti della zona, ed è forse per questo che venne scelta per entrare nello stemma ufficiale.
L'ultimo quadrante, posto in basso a destra, è ancora coinvolto in una disputa storica per quanto riguarda la sua attribuzione. Di certo si sa che appartenesse alla famiglia Caprioli, ma non si sa se attribuirlo ai Caprioli della frazione di San Vigilio o se invece agli omonimi residenti nell'altra frazione, la Stocchetta. Fonti storiche sostengono che si riferisca ai primi, data la beneficenza che questa famiglia esercitò sia nel XIX, che nel XX secolo.
Il gonfalone è un drappo di azzurro.

## Monumenti e luoghi di interesse

### Casa natale di Paolo VI

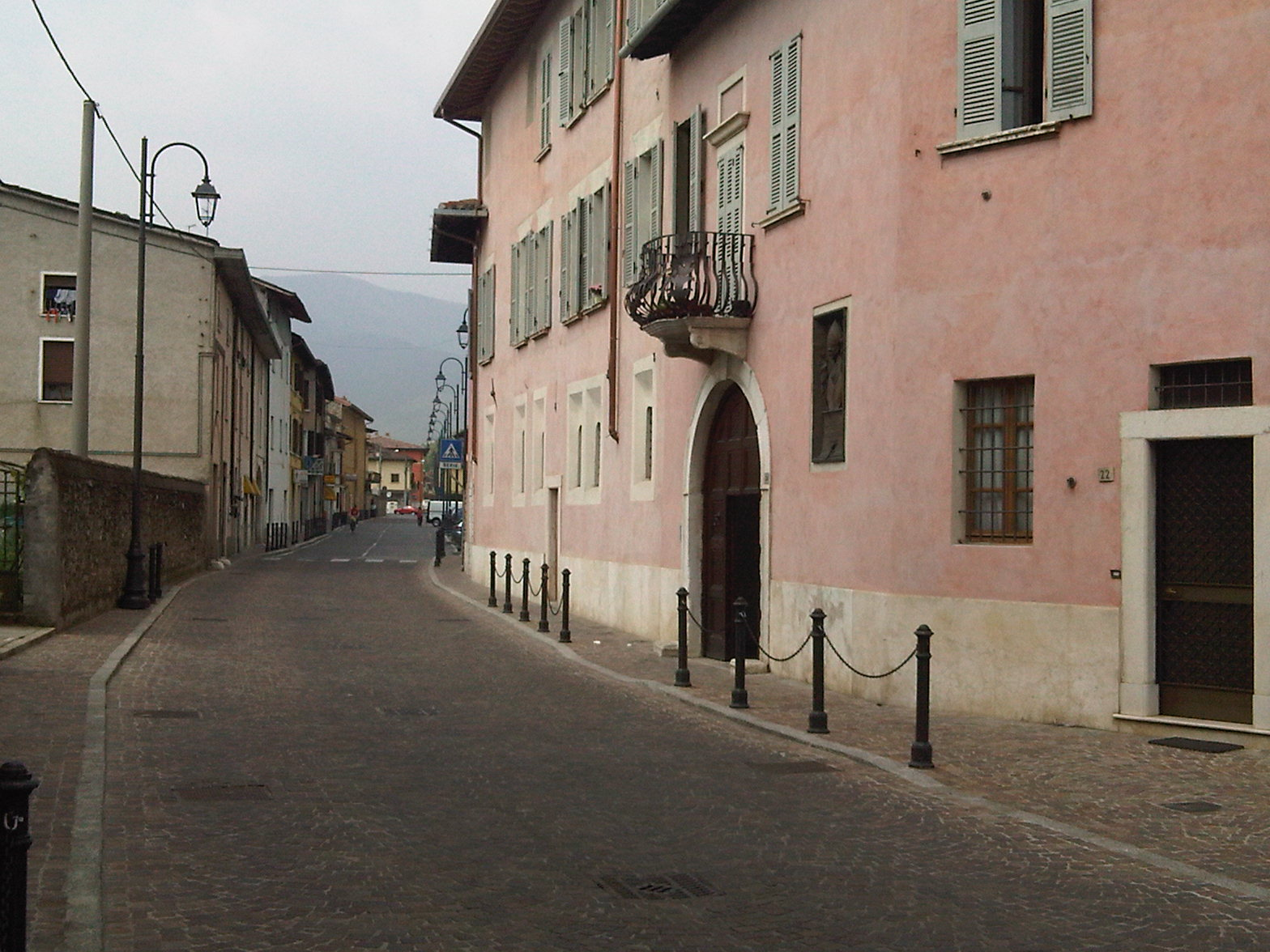
Facciata della casa dei Montini dove nacque il futuro Pontefice

È la principale attrattiva culturale del paese, ed è situata nel cuore di Concesio, richiamando ogni anno il pellegrinaggio di molti fedeli.
La casa venne acquisita dalla famiglia Montini nel 1863, dai conti Lodron, dopo che questi ultimi decisero di abbandonare le terre concesiane.
L'acquisto dell'abitazione lodronica, da parte di Gaetano Montini (nonno di Paolo VI), che in origine portava Benedetti di cognome, spostando la propria residenza da Sarezzo (da qui il cognome Montini, in riferimento alla provenienza dalla montagna) a Concesio, fu dovuto alla tendenza che all'epoca era presente tra le famiglie nobili: ovvero quella di avvicinare il più possibile i propri possedimenti nei paraggi dei grossi centri abitati; in questo caso di Brescia.
Oggi la casa è divenuta un museo, ed è stata apposta una lapide commemorativa sulla facciata a ricordo del pontefice:
(Testo della lapide commemorativa)

### Pieve di Concesio

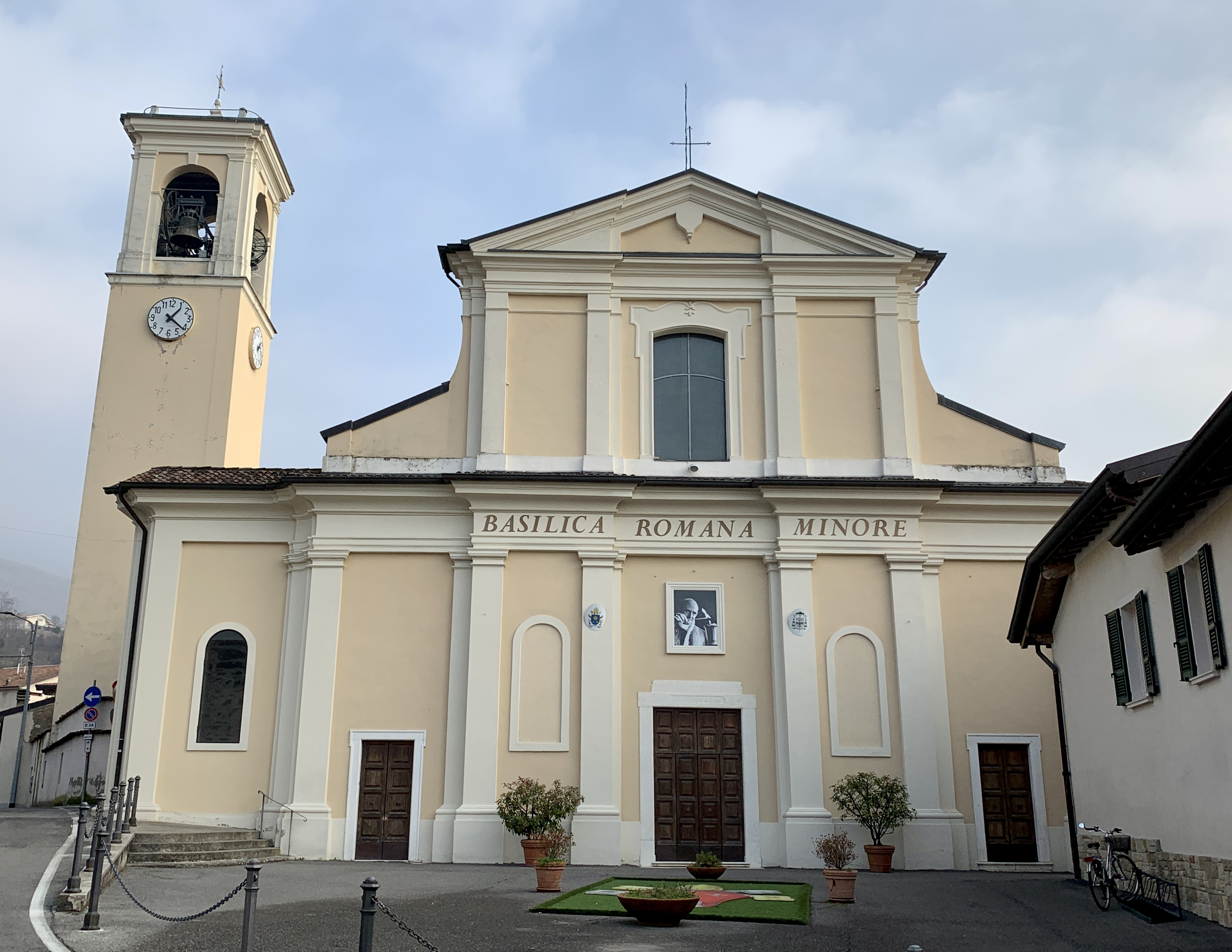
Chiesa di Sant'Antonino Martire

La pieve è una chiesa fondata nel IX secolo, sulle rovine di un luogo di culto preesistente, forse un oratorio, alla quale venne poi aggiunto un piccolo cimitero e qualche costruzione correlata, che diede il nome alla zona (frazione) di Concesio in cui si trova: la pieve di Concesio.
Consacrata nel 1540 da monsignor Gerolamo Vascherio, e dedicata a sant'Antonino di Piacenza, la chiesa mantiene ancora la forma e la posizione di allora.
Il 31 gennaio del 1650 venne donato dall'arciprete Caradelli, il primo organo, mentre più tardi, dal 1727 al 1730, Giovanni Battista Marchetti, architetto del duomo nuovo di Brescia, realizzò, su incarico della parrocchia, le cappelle del Santissimo Sacramento, e le due adiacenti dedicate a san Carlo Borromeo e a santa Caterina d'Alessandria.
Nel presbiterio campeggia l'altare maggiore, che colpisce per la propria maestosità, mentre sullo sfondo è raffigurato il Martirio di sant'Antonino, opera del bolognese Giovan Gioseffo Dal Sole.
La navata di destra contiene l'altare di San Lorenzo, con un dipinto di Cristo spirante realizzato dal bresciano Daniele Olmi nel 1733; l'altare, opera di Pietro Scalvini e dedicato a Maria Assunta, contiene un affresco riguardante l'assunzione di Maria, considerato da molti, uno dei più bei capolavori del Settecento bresciano.

### Oratorio di San Rocco
L'oratorio di San Rocco, edificato sicuramente prima del 1500, era un luogo di preghiera della famiglia Lodron. Al suo interno si possono ammirare affreschi di Jacopo Palma il Giovane, come "Madonna col Bambino e i santi Rocco, Girolamo, Elena e Sebastiano", incastonato in soasa lignea dorata, contenuta tuttora nella chiesa di San Rocco a Concesio.
Nel 1928 venne costruita a lato una chiesa più grande, che predomina così sulla più piccola, ma più antica costruzione, che in seguito divenne abitazione privata, anche se nella controfacciata "moderna", compaiono due affreschi appartenenti all'oratorio originale.

### Oratorio di Sant'Andrea
Un altro oratorio, quello di Sant'Andrea, situato presso la frazione chiamata Antegnago o Artegnago, dedicato al santo apostolo contribuirà a rinominare la frazione da Angegnago appunto in Sant'Andrea.
È posto al di sotto del livello stradale, e tutt'oggi difficilmente visibile per via della posizione nei confronti della carreggiata stradale, viene fatto risalire intorno al XV secolo, così come il piccolo campanile annesso, che venne però ristrutturato nel 1620.
Oggi è agibile, e completamente restaurata.

### Chiesa di San Vigilio al monte
Nella zona di San Vigilio sorge la chiesa di San Vigilio al monte, una piccola costruzione, situata in prossimità del colle principale di San Vigilio, che alcuni studiosi ipotizzano possa risalire al XVI secolo, e possa aver contenuto delle reliquie del santo a lei dedicata: San Vigilio.
Al suo interno si trovano affreschi (presumibilmente) cinquecenteschi, oltre a una statua di san Rocco del XVIII secolo.

### Chiesa di San Gregorio
È la parrocchia di San Vigilio, intitolata a san Gregorio, e venne costruita nei primi anni del Trecento, e poi ristrutturata nel 1632.
Al suo interno è presente una tela di una tela Paolo Caylina il Giovane del 1540, la Madonna col Bambino tra santa Caterina da Siena ed un'altra santa domenicana, insieme ad altre tele ed affreschi seicenteschi e settecenteschi.

### Santuario della Madonna della Stella
Un particolare ruolo artistico-religioso è svolto dal santuario della Madonna della Stella, posto sul colle della Selva, poi rinominato "della Stella", proprio grazie alla presenza del santuario mariano, tra San Vigilio, Cellatica e Gussago.
Realizzato nei primi del Cinquecento, al suo interno sono custoditi quadri e sculture di indubbio valore artistico, realizzate tra il 1500 e il 1700. Tra gli artisti maggiori che abbellirono questo luogo vi furono il Romanino e Luciano Minguzzi.

### Chiesa di Santa Giulia

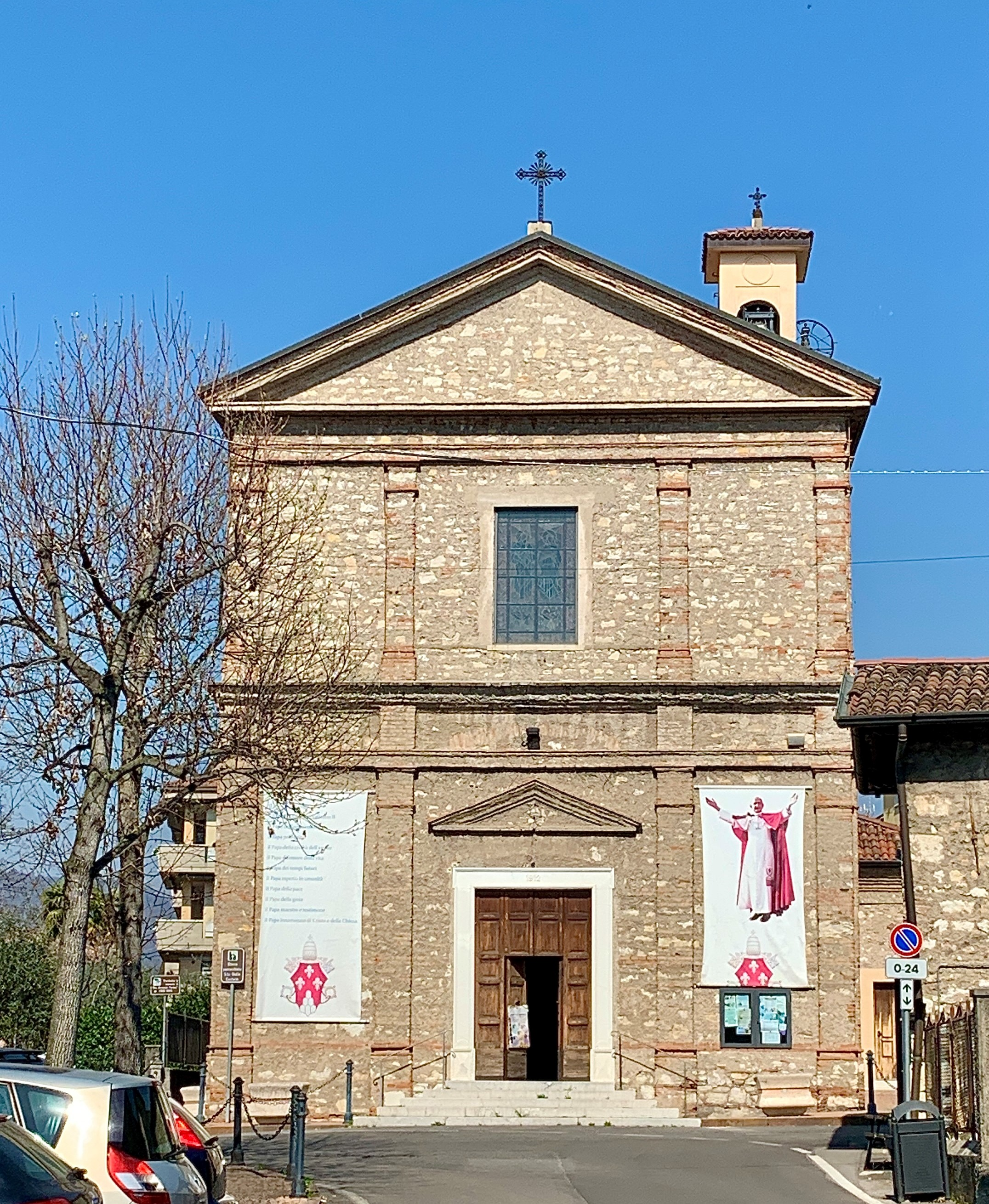
Chiesa di Santa Giulia

La chiesa di Santa Giulia a Costorio venne realizzata verso fine Ottocento, per rispondere alla crescita continua della popolazione residente, ma la cui struttura originale viene fatta risalire al XVI secolo, come cappelletta dedicata alla Maria Vergine e a santa Giulia martire.
Venne inaugurata il 3 settembre del 1912, e finalmente intitolata alla Santa martire in Corsica.
La facciata, divisa in tre parti da grossi cornicioni, presenta richiami ad elementi settecenteschi, oltre che quattro finte colonne ornamentali.
All'interno si possono ammirare la pala de La Madonna col bambino e il quadro con I santi Giulia, Lucia e Francesco d'Assisi, disegnati da Jacomo Ferrabosco nel 1688.

## Società

### Evoluzione demografica
Abitanti censiti

### Etnie e minoranze straniere
Al 2009 risultano in totale 878 persone, ovvero il 6,6% della popolazione residente; appartenenti alle principali comunità:
| - Albania: 167 - Pakistan: 119 - Romania: 109 - Ucraina: 65 - Ghana: 51 - Moldova: 46 |  |  |  | - Marocco: 46 - Senegal: 39 - Bosnia ed Erzegovina: 24 - Egitto: 24 - Nigeria: 24 - Cina: 24 |

### Religione
La religione predominante in paese è cattolica; mentre sono presenti tra i residenti stranieri comunità Sikh e musulmane.
Sono presenti quattro parrocchie: Santa Giulia, Sant'Andrea, Santi Vigilio e Gregorio Magno e Sant'Antonino, distribuite nelle varie frazioni, e appartenenti alla diocesi di Brescia.
Concesio è inoltre meta di numerosi pellegrinaggi diretti alla casa natale di papa Paolo VI.

### Istituzioni, enti e associazioni
- Associazione Culturale Progetto Atlantide - Laboratorio Permanente della Memoria del Territorio di Concesio.

## Cultura
- Concesio è inserito in un circuito di progetti culturali condivisi insieme agli altri paesi aderenti al Sistema Bibliotecario della Valtrompia, come Gardone Val Trompia, Lumezzane, Villa Carcina, che prevedono una serie di rassegne musicali, letterarie e artistiche in generale, come mostre pittoriche, e rappresentazioni teatrali.
- In Concesio ha sede la Collezione Paolo VI, importante e ampia raccolta d'arte sacra contemporanea dedicata al Pontefice.

### Biblioteche
Il Comune di Concesio è uno dei venti comuni aggregati nel sistema bibliotecario della Valtrompia, una rete di biblioteche e di punti prestito della Valtrompia. La Biblioteca di Concesio si trova in via Mattei, 99 nella sede inaugurata il 29 maggio 2004. È polo culturale del paese, sede di vari eventi culturali letterari, artistici e musicali.

### Ricorrenze
- 29 maggio, giorno di San Paolo VI, copatrono.
- 16 agosto, giorno di san Rocco, copatrono.

### Feste e fiere
- Festa di san Rocco patrono, primo fine settimana di settembre.
- Palio della contrade di San Vigilio, dall'11 al 20 settembre.
- Fiera di Sant Andrea.
- Festival della canzone per bambini, intitolato al maestro Vitaliano Caruso.
- Festa del Primo Maggio, nel parco di Campagnole.

## Geografia antropica

### Frazioni
Attualmente Concesio è diviso in 8 frazioni distinte, ma confinanti una con l'altra, offrendo quasi sempre una certa soluzione di continuità del territorio.

#### Sant'Andrea (o Antegnago)
Nella zona sud-est, confinante con il comune di Bovezzo, sorge la frazione di Antegnago, o meglio conosciuta come Sant'Andrea, nata all'incirca nel XV secolo per via dell'oratorio, da cui poi prenderà anche il nome.

#### La Stocchetta
A mezzogiorno si trova la frazione della Stocchetta, facente capo anche al comune di Brescia, e il cui nome risale al tempo dei longobardi, quand'era chiamata "Cà d'Esem", ovvero "Casa d'Esimo".
Il nome Stocchetta deriva dalla probabile presenza nella zona d'una piccola fabbrica di stocchi, ovvero piccoli pugnali.
Quest'ipotesi è accreditata anche da una satira di Vittorio Alfieri, il quale apostrofava le donne sue contemporanee per l'ostentata scollatura sul petto.

#### Campagnole
È una frazione situata tra la "Stocchetta" e "Ca' de Bosio", e si caratterizza per l'esigua presenza di insediamenti abitativi per favorire uno sviluppo più che altro industriale.
In passato la zona era adibita all'agricoltura, e alla pastorizia, oltre che alla pesca, data la vicinanza con il fiume Mella. Da qui il nome Campagnole.

#### Roncaglie
Sono la zona che congiunge "Sant'Andrea" e "Campagnole" dalla "pieve di Concesio".
Oggi è caratterizzata da un discreto insediamento urbano, tenuto conto della situazione scoscesa e sconnessa del terreno, dovuta alla vicinanza con il monte Spina. Questa sua natura collinare gli è valso l'appellativo di Roncaglie.

#### Pieve
La pieve di Concesio prende il nome dalla chiesa edificata sul suo territorio, anche se documenti storici sul suo conto, dimostrano che questa zona era già insediata molto tempo prima.
È il cuore del paese, sia per la disposizione geografica che dal punto di vista storico. Da qui infatti, partì il motore che sviluppò il paese moderno.
Qui nacque Rodolfo da Concesio, magistrato medievale che fu tra i promotori della resistenza a Barbarossa, e firmatario della pace di Costanza.

#### San Vigilio

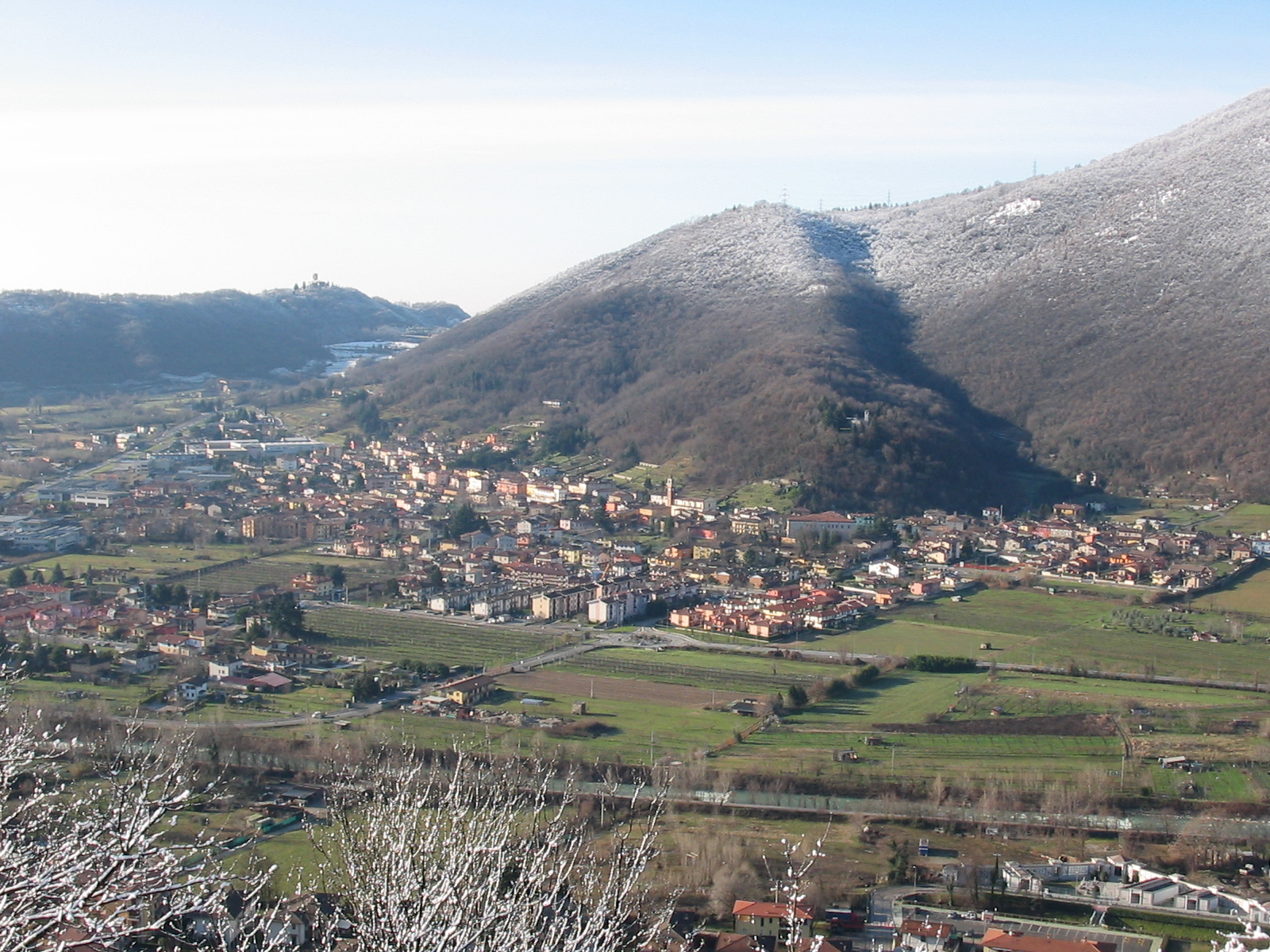
Frazione di San Vigilio

Situato in un'insenatura che dalla Val Trompia porta alla Franciacorta, ed attualmente confinante con i comuni di Cellatica e Gussago, era comune autonomo già nel 1297, e fu annesso al territorio comunale di Concesio nel 1928.
Gli elementi storici riguardo a questa frazione risalgono almeno all'epoca romana, e per alcuni versi la sua storia differisce quasi integralmente da quella di Concesio paese.

#### Costorio
Costorio è l'ultima di Concesio prima del comune di Villa Carcina, ed è situato nella strozzatura che il fiume Mella dà con le colline circostanti.
L'origine di questa frazione è attribuibile ai primi del Cinquecento quando venne edificata la piccola cappella dedicata a Santa Giulia. Ovviamente la forma e la densità abitativa attuali sono molto diverse da quelle che aveva all'epoca, quando ancora era una località agricola, più che altro di passaggio per raggiungere la Val Trompia.
Lo sviluppo che ha permesso lo stato attuale delle cose è databile nei primi anni del 1830, quando lavori di ammodernamento della Via Triumplina, permisero di ampliare le soluzioni urbane preesistenti, e di fare di Costorio una vera e propria frazione.

## Amministrazione
| Sindaco                     | Sindaco        | Sindaco            | Partito      | Coalizione     | Coalizione      | Mandato           | Mandato        | Elezione |
| Sindaco                     | Sindaco        | Sindaco            | Partito      | Coalizione     | Coalizione      | Inizio            | Fine           | Elezione |
| --------------------------- | -------------- | ------------------ | ------------ | -------------- | --------------- | ----------------- | -------------- | -------- |
| 1                           |                | Giordano Nember    | PSI          |                | DC-PSI          | 30 settembre 1985 | 13 luglio 1990 | 1985     |
| 2                           |                | Guido Vitale       | DC           |                | DC-PSI          | 13 luglio 1990    | 5 maggio 1993  | 1990     |
| 3                           |                | Angelo Contessi    | DC           | 5 maggio 1993  | DC-PSI          | 24 aprile 1995    |                | 1990     |
| Elezione diretta (dal 1995) |                |                    |              |                |                 |                   |                |          |
| 4                           |                | Mario Tabeni       | LN           |                | LN              | 24 aprile 1995    | 14 giugno 1999 | 1995     |
| 5                           |                | Diego Peli         | lista civica |                | centro-sinistra | 14 giugno 1999    | 14 giugno 2004 | 1999     |
| 5                           | 14 giugno 2004 | Diego Peli         | lista civica | 8 giugno 2009  | centro-sinistra | 2004              |                |          |
| 6                           |                | Stefano Retali     | lista civica |                | centro-sinistra | 8 giugno 2009     | 26 maggio 2014 | 2009     |
| 6                           | 26 maggio 2014 | Stefano Retali     | lista civica | 27 maggio 2019 | centro-sinistra | 2014              |                |          |
| 6                           |                | Agostino Damiolini | LN           |                | centro-destra   | 27 maggio 2019    | 10 giugno 2024 | 2019     |
| 6                           | 10 giugno 2024 | Agostino Damiolini | LN           | in carica      | centro-destra   | 2024              |                |          |

## Infrastrutture e trasporti
Fra il 1882 e il 1954 Concesio ospitò una stazione della tranvia della Val Trompia.

## Sport

### Calcio
La principale squadra di calcio della città è Concesio Calcio A.S.D. che milita nel girone D lombardo di Promozione. È nato nel 1974.